# Comitatul Yakima, Washington
Comitatul Yakima, conform originalului din engleză, Yakima  County, este unul din cele 39 de comitate ale statului american  Washington. Sediul comitatului este orașul omonim, Yakima.

## Demografie
|  | Graficele sunt indisponibile din cauza unor probleme tehnice. Mai multe informații se găsesc la Phabricator și la wiki-ul MediaWiki. |

Date: Wikidata - grafică realizată de Wikipedia